# 리퍼블릭 레코드
리퍼블릭 레코드(Republic Records)는 유니버설 뮤직 그룹 산하의 음반사로 1995년 리프먼 형제가 설립했으며, 본사는 미국 뉴욕에 있다.
2006년 유니버설 리퍼블릭 레코드로 이름을 바꾸었다가, 2012년 다시 리퍼블릭 레코드로 바꾸었다.

## 아티스트
- 커버 드라이브
- 아니타 (가수)
- 아리아나 그란데
- 드레이크 (음악가)
- 베니 (뉴질랜드의 가수)
- 제임스 베이
- 제임스 블레이크 (음악가)
- 키드 커디
- 플로렌스 앤 더 머신
- 세스 맥팔레인
- 존 멜런캠프
- 줄리아 마이클스
- 포스트 말론
- 오브 몬스터스 앤 맨
- 헤일리 스타인펠드
- 테일러 스위프트
- 샤니아 트웨인
- 트와이스
- 스티비 원더
- 코난 그레이
- 킴 페트라스
- 플로 (걸 그룹)

레코드
- XO (레코드 레이블)
- 캐시 머니 레코드
- 영 머니 엔터테인먼트
- 할리우드 레코드
- 라바 레코드
- 머큐리 레코드
- 아메리칸 레코딩스
- 락 네이션
- 임페리얼 뮤직 디스트리뷰션
- 빅 머신 레코드

## 연계 레이블 및 인프린트
- 아메리칸 레코딩스
- 뷰티 마크스 엔터테인먼트
- 빅히트 뮤직
- 메트로 붐인
- 캐시 머니 레코드
- 라바 레코드
- 머큐리 레코드
- XO (레코드 레이블)
- 영 머니 엔터테인먼트
- 테일러 스위프트
- JYP엔터테인먼트